# のらりくらり
のらりくらりは、日本の女性アイドルグループ。SScompany.(旧Kitsune Project)所属。
コンセプトは『何もやりたくない、でも生きなきゃ』ゆるりふわりと、のらりくらり。通称はのらくら。ハッシュタグは#のらくらである。

## 概要
2021年5月のコロナ禍でHYPE IDOL！ONLINE FESTIVAL！！にてオンラインでのプレデビュー。
前身グループ#f606(エフロクゼロロク)がコンセプト及びメンバーを刷新し、出来上がった新米アイドルグループ。
コンセプトに沿った緩い歌詞の楽曲、簡単にできる振りコピとライブの盛り上がりに定評がある。

2025年6月23日の現体制終了公演をもって活動を休止している。
最終メンバーの星菜める、相葉はる、遊佐いちかの3名は公式発表にて「のらりくらり新体制にて活動継続予定」とされているが、2025年8月現在新体制についての発表はされていない。

## 来歴

### 2021年
- 5月5日 - HYPE IDOL！ONLINE FESTIVAL！！にてプレデビュー。デビュー時のメンバーは西蓮寺みさ、藤吉ひな、北乃あみ、齋藤さくら、西野はるひの5人体制。
- 5月9日 - Debut live「ゆるりふわりと。」を恵比寿CreAtoにて開催。
- 7月2日 - 超NATSUZOME2021 ステージ出演権争奪戦にて1位を獲得し、初の野外夏フェスに出演。
- 9月29日 - 1st EP「のらりくらり」にて初のCDリリース。タワーレコード デイリーチャート3位を獲得。
- 10月3日 - 西野はるひ が脱退。以降は4人体制での活動となる。
- 12月31日 - のらりくらり初のワンマンライブ 「1st OnemanLIVE のらりくらり」をSHIBUYA DIVEにて開催。

### 2022年
- 1月22日 - 初の主催フェスイベント「のらくらFes！vol.01」を開催。
- 2月10日 - 新メンバー追加オーディションをミクチャ媒体として発表。
- 2月22日 - 2nd Single「わんだふるにゃともすふぃあ！」をリリース。オリコンデイリーランキング4位を獲得。
- 3月27日 - 2nd ONE MAN LIVEを Veats Shibuyaにて開催。
- 4月23日 - 新体制お披露目公演「6」をWOMB LIVEにて開催、この日より新メンバーの 瀬川ましろ、小山りほ が加入し、6人体制での再始動。
- 5月30日 - 5月31日 - 主催フェスイベント「のらくらFes！」を初の2Days開催。平日開催にもかかわらず、2日間合計400名近くの集客を達成。
- 6月7日 - 世界最大のアイドルフェスTOKYO IDOL FESTIVAL2022への出演が発表される。
- 6月14日 - 初の単独ツアー「のらりくらりが東京！名古屋！大阪！のみんなを応援します！えいえいおーえんツアー」の開催(7月9日、7月10日、7月17日)及び券売を開始。
ツアーファイナルは7月28日にSpotify O-WESTにて開催を発表。
- 11月23日 - 西蓮寺みさ が卒業。以降は5人体制での活動となる。

### 2023年
- 2月13日 - Spotify O-nestで行われた定期公演で新メンバーの橋本るりが加入。

### 2024年
- 1月6日 - 2月下旬をもって藤吉ひなが脱退することを発表。
- 2月23日 - 藤吉ひな が卒業。以降は5人体制での活動となる。
- 5月9日 - Zepp新宿「のらりくらり 3rd anniversary」開催、この日より新メンバーの星菜 める、愛瀬 ねねが加入し、7人体制での再始動。
- 8月10日 - 9月末をもって橋本るりが卒業することを発表[1]。
- 9月02日 - 恵比寿LIQUIDROOM のらりくらり5thOneManLive開催
- 9月29日 - 橋本るり卒業公演開催
- 10月5日 - 関東4都市大航海ツアー
- 10月5日 - 「mini TIF 100回記念SP!! 3DAYS」出演
- 11月8日 - 愛瀬ねねが契約違反により脱退
- 12月18日 - 新メンバー相葉 はる、遊佐 いちかが加入になり7人体制となる

### 2025年
- 4月1日 - 新メンバーオーディションの開催を発表。
- 5月1日 - 北乃あみ・斎藤さくらが6月4日、小山りほが6月11日の卒業公演をもってグループを卒業することを発表。同時に6月23日の現体制終了公演をもって現体制での活動を終了することが発表された[2]。
- 5月3日 - 4周年記念公演をSpotify O-EASTで開催。
- 5月17日 - 4周年記念アルバム「4th Anniversary mini BEST」をリリース。リリース日のオリコンデイリーランキングで5位を獲得。
- 5月20日 - 瀬川ましろが6月11日の卒業公演をもってグループを卒業することを発表[3]。
- 6月4日 - 北乃あみ・齋藤さくら卒業公演を白金高輪 SELENEb2で開催。
- 6月11日 - 瀬川ましろ・小山りほ卒業公演をVeats Shibuyaで開催。
- 6月23日 - 現体制終了公演を白金高輪 SELENEb2で開催。

## 旧メンバー
※星菜める、相葉はる、遊佐いちかについては公式発表にて「のらりくらり新体制にて活動継続予定」とされているため、以下には記載しない(2025年8月現在)
| 名前                        | 誕生日   | 出身地   | 身長  | 加入      | 卒業(脱退) | 備考                       |
| --------------------------- | -------- | -------- | ----- | --------- | ---------- | -------------------------- |
| 西野 はるひ にしの はるひ   | 09月29日 | 不明     | 不明  | 2021年5月 | 2021年10月 |                            |
| 西蓮寺 みさ さいれんじ みさ | 07月17日 | 東京都   | 157cm | 2021年5月 | 2022年11月 |                            |
| 藤吉 ひな ふじよし ひな     | 03月20日 | 愛知県   | 145cm | 2021年5月 | 2024年2月  |                            |
| 橋本 るり はしもと るり     | 08月26日 | 神奈川県 | 160cm | 2023年2月 | 2024年9月  | 元Chöu Chöu. あわこい      |
| 愛瀬 ねね あいせ ねね       | 02月11日 | 大阪府   | 152cm | 2024年5月 | 2024年11月 | 元NEÖN_ 契約違反により解雇 |
| 北乃 あみ きたの あみ       | 10月16日 | 千葉県   | 151cm | 2021年5月 | 2025年6月  |                            |
| 齋藤 さくら さいとう さくら | 01月09日 | 千葉県   | 156cm | 2021年5月 | 2025年6月  |                            |
| 瀬川 ましろ せがわ ましろ   | 11月20日 | 福島県   | 153cm | 2022年4月 | 2025年6月  |                            |
| 小山 りほ こやま りほ       | 01月14日 | 岐阜県   | 156cm | 2022年4月 | 2025年6月  |                            |

## 作品

### リリース作品
| #  | タイトル                     | リリース日     | 収録曲 | 作曲者                                                                    | 作詞者                                                               |
| -- | ---------------------------- | -------------- | --- | ------------------------------------------------------------------------- | -------------------------------------------------------------------- |
| 1  | のらりくらり                 | 2021年9月29日  | 1. ねむねむ 2. にくにく 3. もーちょいサマー！ 4. のらり 5. ミライジャンケン                                                                            | 1. ミナミトム 2. ミナミトム 3. eba 4. 星山卓満 5. 星山卓満                | 1. ミナミトム 2. ミナミトム 3. はるな 4. 梨 5. はるな                |
| 2  | わんだふるにゃともすふぃあ！ | 2022年2月22日  | 1. わんだふるにゃともすふぃあ！ 2. 君がいい 3. ユメノソラ                                                                                              | 1. eba 2. 星山卓満 3. ぱやん                                              | 1. はるな 2. はるな 3. ぱやん                                        |
| 3  | えいえいおーえんか！         | 2022年6月23日  | 1. えいえいおーえんか！ 2. しゅき！しゅくりーむ！ 3. だいてんさいっ☆                                                                                   | 1. 薮﨑 太郎 2. Zactori 3. ミナミトム                                     | 1. haruna 2. Zactori 3. ミナミトム                                   |
| 4  | PikaPikaぴっかライフ☆ミ      | 2022年11月10日 | 1. PikaPikaぴっかライフ☆ミ | Zactori                                                                   | Zactori                                                              |
| 5  | ギリ耐えジンセー             | 2023年5月3日   | 1. ギリ耐えジンセー 2. まいまいまいぺ♡ 3. むちゅー！らびゅー！                                                                                         | 1. Zactori 2. 薮﨑 太郎 3. 薮﨑 太郎                                      | 1. Zactori 2. 薮﨑 太郎 3. 薮﨑 太郎                                 |
| 6  | ハオハオわんだーらんど!      | 2023年11月2日  | 1. Overture-Parade- 2. ハオハオわんだーらんど! 3. チェキチェキ♪ 4. はじめの一歩                                                                        | 1. ミナミトム 2. Zactori 3. ミナミトム 4. 星山卓満                        | - 1. mamimi 2. ミナミトム 3. Haruna                                  |
| 7  | ハロウィン★ナイトフィーバー  | 2023年11月3日  | 1. ハロウィン★ナイトフィーバー | Zactori                                                                   | mamimi                                                               |
| 8  | もふもふジャングル           | 2024年2月21日  | 1. もふもふジャングル | 薮崎太郎                                                                  | 薮崎太郎                                                             |
| 9  | はっぴーさまーたいむ!        | 2024年9月27日  | 1. はっぴーさまーたいむ! 2. 無限チヤホヤ♡ 3. 好きとかくれんぼ 4. ノラクラボンバーナ 5. おねがいタイムレス                                              | 1. 藪崎太郎 2. 鈴木裕哉 3. 星山卓満 4. Katz 5. Zactori                    | 1. 藪崎太郎 2. 鈴木裕哉 3. haruna 4. Katz 5. Zactori                 |
| 10 | のらくらっ!だいこーかい!     | 2024年11月5日  | 1. のらくらっ!だいこーかい! | ミナミトム                                                                | ミナミトム                                                           |
| 11 | わっちょい!大宴会!           | 2024年12月11日 | 1. Overture-Pirates- 2. わっちょい!大宴会! | 1. のらりくらり 2. のらりくらり                                           | 1. のらりくらり 2. のらりくらり                                      |
| 12 | 雪にとけてく                 | 2025年3月8日   | 1. 雪にとけてく | のらりくらり                                                              | のらりくらり                                                         |
| 13 | 4th Anniversary mini BEST    | 2025年5月17日  | 1. ぜんりょく!ごめん! 2. ミライジャンケン(2025ver) 3. ギリ耐えジンセー(2025ver) 4. 好きとかくれんぼ(2025ver) 5. 無限チヤホヤ♡(2025ver) 6. 雪にとけてく | 1. Zactori 2. 星山卓満 3. Zactori 4. 星山卓満 5. 鈴木裕哉 6. のらりくらり | 1. mamimi 2. haruna 3. Zactori 4. haruna 5. 鈴木裕哉 6. のらりくらり |
| 14 | きゅーっと！あぐれ！         | 2025年5月17日  | 1. きゅーっと!あぐれ! | 藪崎太郎                                                                  | 藪崎太郎                                                             |

### アルバム
| # | タイトル | リリース日    | 収録曲 | 備考 |
| - | -------- | ------------- | --- | ---- |
| 1 | の       | 2022年11月9日 | 1. Overture"Cheer" 2. えいえいおーえんか！ 3. のらり 4. ジンセーアイラビュー 5. にくにく 6. しゅき！しゅくりーむ！ 7. シャキ！シャキッ！かき氷！ 8. ユメノソラ 9. 君がいい 10. ミライジャンケン 11. もーちょいサマー 12. わんだふるにゃともすふぃあ！ 13. ねむねむ 14. だいてんさいっ⭐︎ 15. しゃーなしパレード 16. デンノーデンパ 17. 生きる 18. Overture"norari" |      |

### YouTube
- のらりくらり - YouTubeチャンネル

### X (旧Twitter)
- のらりくらり公式 (@norari_official) - X
- 北乃あみ (@Ami_norakura) - X
- 齋藤さくら (@Sakura_norakura) - X
- 瀬川ましろ (@Mashir_norakura) - X
- 小山りほ (@Riho_norakura) - X
- 星菜める (@Meru_norakura) - X
- 相葉はる (@Haru_norakura) - X
- 遊佐いちか (@ichika_norakura) - X

### Instagram
- 北乃あみ (@ami_norakura) - Instagram
- 齋藤さくら (@39chanda_) - Instagram
- 瀬川ましろ (@segawa_mashiro) - Instagram
- 小山りほ (@riho_norakura) - Instagram
- 星菜める (@hoshina._.m) - Instagram